# Zaretis pseuditys
Zaretis pseuditys är en fjärilsart som beskrevs av Hans Fruhstorfer 1909. Zaretis pseuditys ingår i släktet Zaretis och familjen praktfjärilar. Inga underarter finns listade i Catalogue of Life.